# Crosa
Crosa är en ort och frazione i kommunen Lessona i provinsen Biella i regionen Piemonte i Italien. 
Crosa upphörde som kommun den 1 januari 2016 och bildade med den tidigare kommunen Lessona den nya kommunen Lessona. Den tidigare kommunen hade 325 invånare (2015).